# Церква Святого Миколая (Бодруджаль)
Церква Святого Миколая Чудотворця (словац. Chrám svätého Mikuláša, русин. Церьков святого Миколая) — дерев'яна греко-католицька лемківська церква у селі Бодруджаль округу Свидник Пряшівського краю. Поширюється твердження, що церква Св. Миколая є прототипом церков лемківського типу, збудована у лемківському стилі південно-західного типу, і є найдавнішою дерев'яною сакральною спорудою Словаччини.
8 липня 2008 року церкву включили до списку об'єктів Світової спадщини ЮНЕСКО в Словаччині.

## Розташування
Церква Святого Миколая Чудотворця розташована на найвищому пагорбі у центрі села.

## Історичний огляд

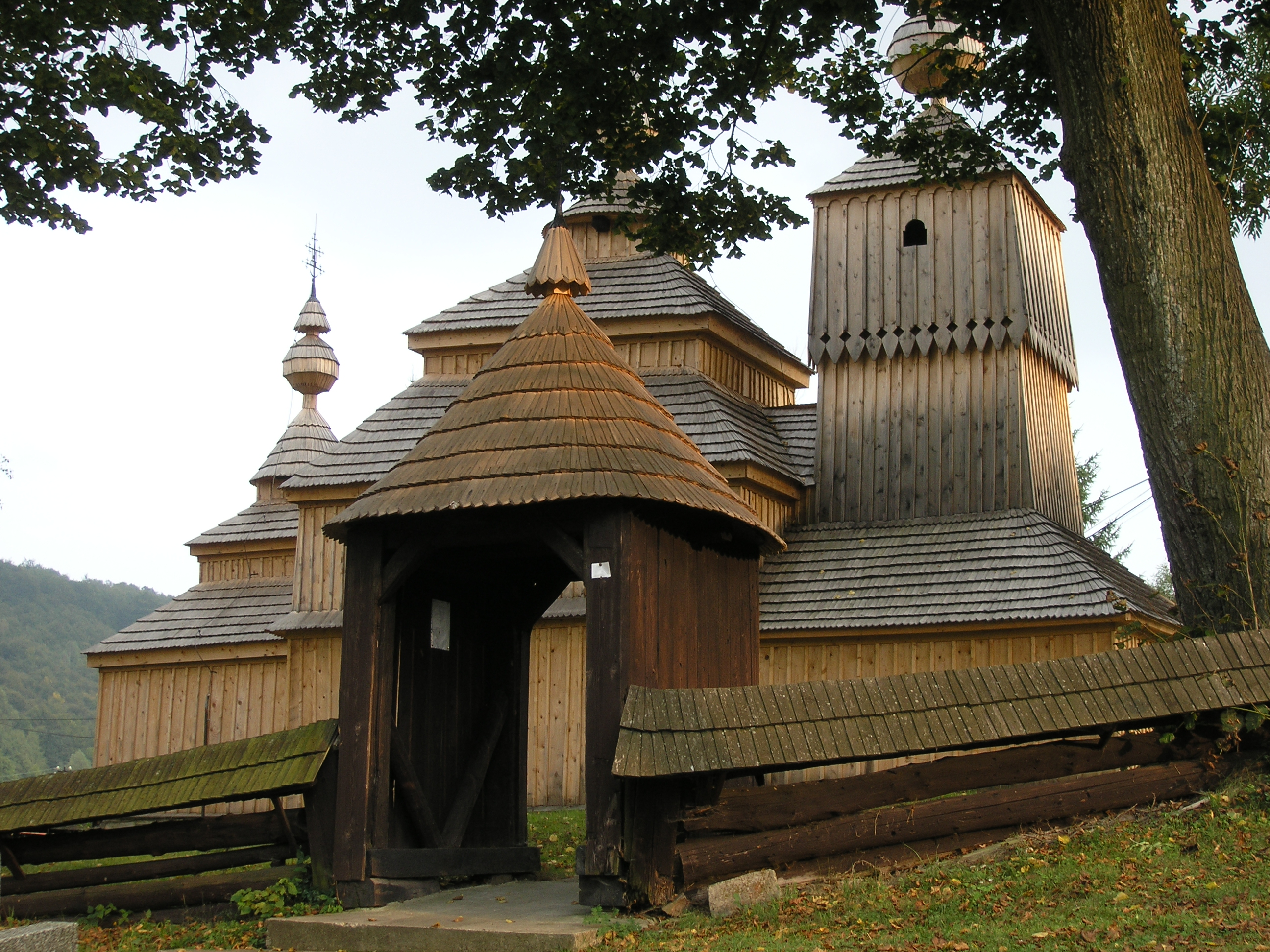
Церква Св. Миколая (північний бік)

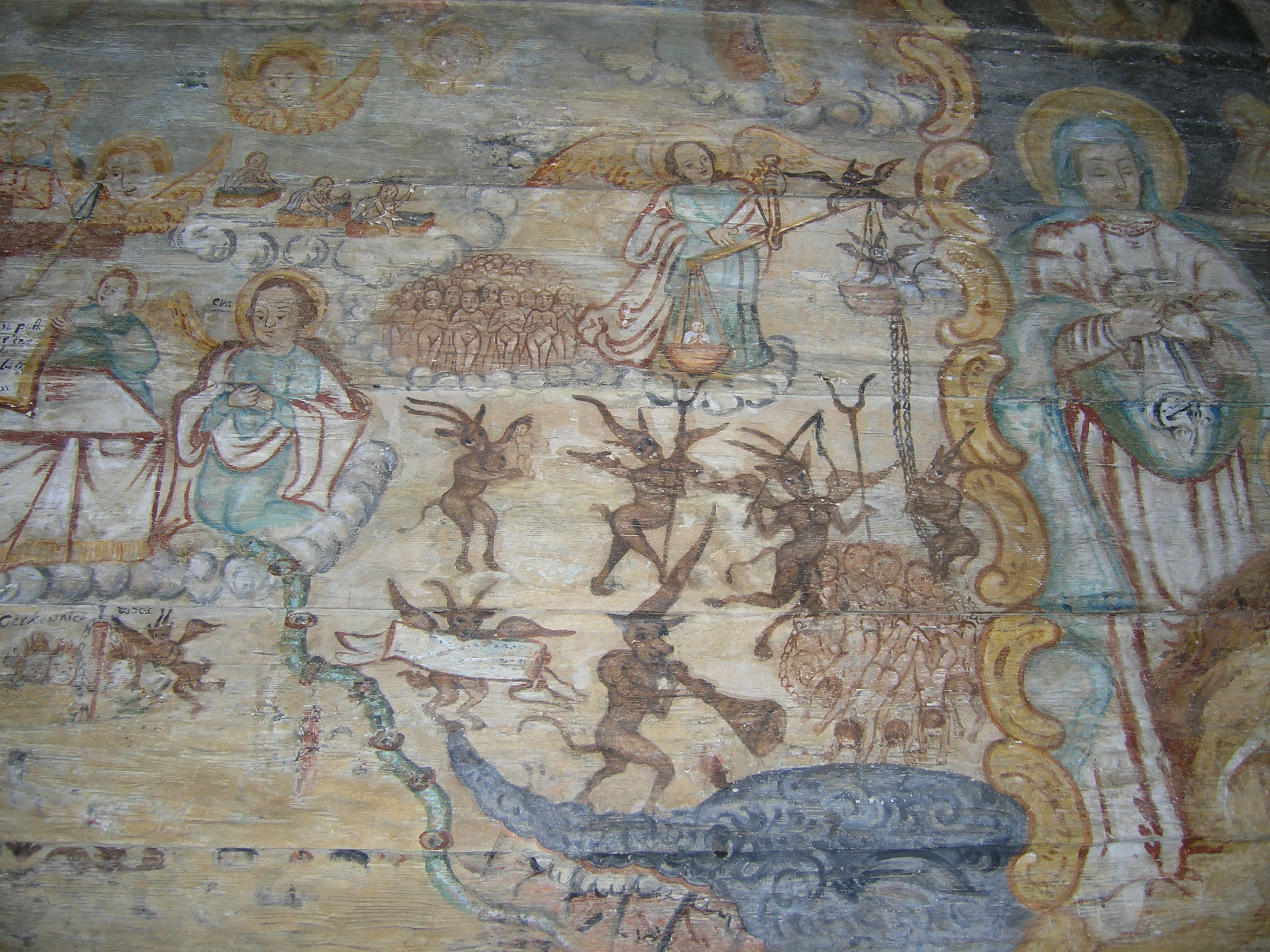
Страшний суд. Бароковий розпис

Церкву Святого Миколая Чудотворця збудували в 1658 році.
Найстаріший дзвін, що зберігся у церкві, був відлитий 1759 року. Але на початку Першої світової війни більшість дзвонів використали у військових цілях. Нові установили мешканці села в другій половині 1920-х років. Найбільший дзвін зробив місцевий лісник Міхал Зелізняк, а найменший зробили загальними зусиллями громади.

## Архітектура
Церква дерев'яна тризрубна, трибанна, тридільна: презбітерій (ризниця), нава й бабинець квадратної форми, вишикувані на одній осі зі сходу на захід. Кожна частина, що шальована дошками, увінчана банями-маківками. Вважається, що такий храмовий поділ символізує Святу Трійцю.
Над бабинцем височіє дзвіниця. Поруч розташований цвинтар. Церковне подвір'я оточено дерев'яним парканом з дахом.

## Інтер'єр
На північній стіні нави зберігся настінний живопис із зображеннями Розп'яття і Страшного суду. Між вівтарем і навою установлений іконостас 1794 року. У ризниці барокового вівтаря найпомітнішою іконою є Розп'яття. Окрім того, у невеликому вівтарі 1706 року збереглась ікона «Ecce Homo».

## Об'єкт світової спадщини ЮНЕСКО
Католицька церква була реконструйована у 2003–2004 роках завдяки фінансовій допомозі управління Словацької Республіки, Словацького фонду, Державної комісії США з охорони американської спадщини за кордоном, Першої католицької словацької асоціація жінок та інших установ. У відновленні церкви також брали участь мешканці села та його уродженці.
2008 року лемківську церкву внесли до списку об'єктів Світової спадщини ЮНЕСКО в Словаччині.